# Friedrich Warzok
Friedrich Warzok, född 21 september 1903 i Rogowa, var en tysk SS-Hauptsturmführer. Han var från 1943 till 1945 kommendant för koncentrations- och tvångsarbetslägret Janovska.

## Biografi
Warzok, som till yrket var murare, blev 1922 medlem i frikåren Marinebrigade Ehrhardt som leddes av officeren Hermann Ehrhardt. År 1931 inträdde han i Nationalsocialistiska tyska arbetarepartiet (NSDAP) och Schutzstaffel (SS).
Den 1 september 1939 anföll Tyskland sin östra granne Polen. I mars 1940 blev Warzok chef för Volksdeutscher Selbstschutz i distriktet Warschau (Warszawa). Året därpå var han verksam vid staben hos Fritz Katzmann, SS- och polischef i distriktet Galizien. Därefter var Warzok chef för olika tvångsarbetsläger i Zolotjiv med omnejd.
I juli 1943 efterträdde Warzok Gustav Willhaus som kommendant för koncentrations- och tvångsarbetslägret Janovska, beläget i närheten av Lemberg. Våren 1945 var han under en kort period stationerad i koncentrationslägret Neuengamme, beläget utanför Hamburg.